# Pelodryadinae
Sous-famille
Synonymes
- Chiroleptina Mivart, 1869
- Cycloraninae Parker, 1940
- Nyctimystinae Laurent, 1975

Les Pelodryadinae sont une sous-famille d'amphibiens de la famille des Pelodryadidae. Elle a été créée par Albert Charles Lewis Günther (1830-1914) en 1858.

## Répartition
Les espèces des deux genres de cette sous-famille se rencontrent en Australie, en Nouvelle-Guinée et aux Moluques.

## Liste des genres
Selon Amphibian Species of the World (15 août 2016) :
- Nyctimystes Stejneger, 1916
- Ranoidea Tschudi, 1838

## Publication originale
- Günther, 1858 : On the Systematic Arrangement of th Tailless Batrachians and the Structure of Rhinophrynus dorsalis. Proceedings of the Zoological Society of London, vol. 26, p. 339-352 (texte intégral).